# Ça pousse sur les arbres
Pour plus de détails, voir Fiche technique et Distribution.
Ça pousse sur les arbres (It Grows on Trees) est un film américain réalisé par Arthur Lubin, sorti en 1952.

## Fiche technique
Source IMDb
- Titre : Ça pousse sur les arbres
- Titre original : It Grows on Trees
- Réalisation : Arthur Lubin
- Scénario : Leonard Praskins et Barney Slater
- Production : Leonard Goldstein
- Société de production et de distribution : Universal Pictures
- Musique : Frank Skinner
- Photographie : Maury Gertsman
- Montage : Milton Carruth
- Direction artistique : Alexander Golitzen et Bernard Herzbrun
- Décors de plateau : Russell A. Gausman et Julia Heron
- Costumes : Bill Thomas
- Pays d'origine : États-Unis
- Langue : anglais
- Format : Noir et blanc - 35 mm - 1,37:1 - Son : Mono (Western Electric Recording)
- Genre : Comédie, fantastique
- Durée : 84 minutes
- Dates de sortie :
  - États-Unis : 2 septembre 1952
  - France : 9 janvier 1953

## Distribution
Source IMDb
- Irene Dunne : Polly Baxter
- Dean Jagger : Phil Baxter
- Joan Evans : Diane Baxter
- Richard Crenna : Ralph Bowen
- Edith Meiser : Mme Pryor
- Les Tremayne : Finlay Murchison
- Forrest Lewis : Dr Burrows
- Malcolm Lee Beggs : Henry Carrollman
- Frank Ferguson : John Letherby
- Bob Sweeney : McGuire
- Dee Pollock : Flip Baxter
- Sandy Descher : Midge Baxter